# Asics
Asics er et japansk multinationalt selskab, der producerer sportsprodukter. Asics er mest kendt for deres løbesko, der har de karakteristiske striber på siderne. Striberne blev i starten udformet på denne måde for at opbygge optimal stabilitet i skoene. Striberne er sidenhen blevet kendetegnet for Asics. Foruden løb producerer Asics også udstyr til andre sportsgrene – fodbold, cricket, golf, wrestling, volleyball, m.m.

## Historie
Asics' skaber er Kihachiro Onitsuka. Han introducerede i 1949 de første basketballsko fra sit firma Onitsuka Ltd. Asics blev for første gang introduceret i USA i 1977 under mærket Tiger. Tiger-skoene bruges stadig, de hedder i dag Onitsuka Tiger. Navnet Asics står for – Anima Sana In Corpore Sano. På engelsk – Sound mind in a sound body. På dansk – En sund sjæl i et sundt legeme.

## Sponsorater
Asics sponsorerer mange forskellige hold og individualister, i mange forskellige sportsgrene.

### Danske Navne
Løberne:
- Jesper Faurschou
- Jeppe Farsøht

Badmintonspillerne:
- Tine Rasmussen
- Joachim Persson

Volleyholdene:
- Gentofte Volley
- Holte IF

Håndboldholdene:
- Ikast-Bording Elite Håndbold
- Elite 3000 (Helsingør)
- Nordsjælland Håndbold

### Internationale Navne
Løbere:
- Deena Kastor
- Ryan Hall
- Andrew Carlson
- Henrik Sandstad
- Bjørnar Kristensen
- Philip Bjørnå Berntsen

Triatleter:
- Lori Bowden
- Simon Lessing

Højdespringere:
- Emma Green
- Stefan Holm

### Begivenheder
- Vinter OL i 2006
- Melbourne Marathon
- Amerikanske Junior National Volleyball Championships
- Reading Halfmarathon